# Пелике
Пелике (на гръцки: πελίκη) е керамичен съд, подобен на амфора. Формата се появява за първи път в края на 6 век пр.н.е. и продължава до 4 век пр.н.е.

## Описание
Пелике е съд с овално, капковидно тяло, по-широко в основата, отколкото в горната част. Има ниска основа и две дръжки, свързващи долната част на устието с раменете.  Има две вертикално поставени дръжки, тясна шия, фланцово устие и почти сферично тяло.
За разлика от често заостреното дъно на много амфори, дъното на пелике винаги е фланцово, така че може да стои самостоятелно.
Пелике често са сложно рисувани и обикновено изобразяват сцена, включваща хора.

## Предназначение
Не е изяснено за какво точно служи, но много класически експерти предполагат, че поради формата, местонахождението и украсата, пелике са били съдове за вино.

## Галерия
- 6 век пр.н.е.
- 6 век пр.н.е.
- 6 век пр.н.е.
- 430 г. пр.н.е.